# Macromitrium ferrugineum
Macromitrium ferrugineum là một loài Rêu trong họ Orthotrichaceae. Loài này được (Bruch ex Hook. & Grev.) Müll. Hal. mô tả khoa học đầu tiên năm 1845.